# Liste der byzantinischen Kaiser

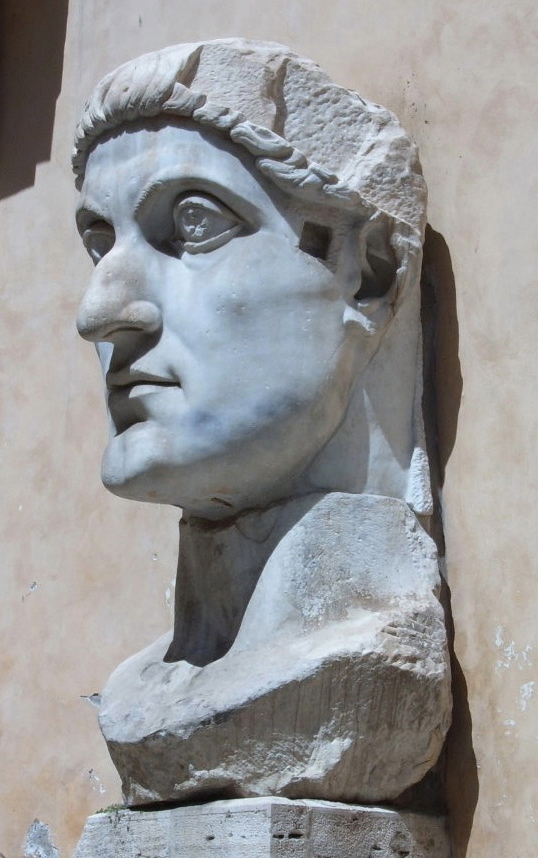
Konstantin der Große (reg. 306/324–337) gilt als erster byzantinischer Kaiser.

Diese Liste der byzantinischen Kaiser bietet einen systematischen Überblick über die Herrscher des Byzantinischen Reiches. Sie enthält alle Kaiser von Konstantin dem Großen (306–337), der nach der Erringung der Alleinherrschaft im Römischen Reich ab 324 die neue Kaiserresidenz Konstantinopel errichten ließ und ab diesem Zeitpunkt als erster byzantinischer Kaiser gilt, bis Konstantin XI. Palaiologos, der Konstantinopel 1453 an die Osmanen verlor.
In der Forschung werden die Herrscher der spätantik-frühbyzantinischen Phase des Reiches (bis Herakleios 641), in der noch Latein die Hof- und Verwaltungssprache war, in der Regel auch als oströmische Kaiser bezeichnet und zumindest bis zu Justinian I. noch zu den römischen Kaisern gezählt. Nicht zu den byzantinischen Kaisern werden die von 284 bis 324 im Osten des Reiches regierenden Tetrarchen Diokletian, Galerius, Maximinus Daia und Licinius gerechnet. Für die Zeit zwischen 1204 und 1261, als Konstantinopel als Lateinisches Kaiserreich von den Kreuzfahrern beherrscht wurde, werden die Herrscher des Kaiserreiches Nikaia als byzantinische Kaiser geführt. Die Herrscher des Kaiserreiches Trapezunt (1204–1461) aus der Dynastie der Komnenen gelten nicht als byzantinische Kaiser.

## Erläuterungen
Die nachstehende Liste führt die Kaiser mit ihrem Porträt (v. a. zeitgenössische Büsten, Mosaiken oder Münzen), ihren im deutschen Sprachraum üblicherweise verwendeten Namen, ihre vollständigen Namen (ohne Titulatur), ihre Regierungszeit (bei Usurpatoren und Thronprätendenten: Zeit ihres Herrschaftsanspruchs) und unter Anmerkungen etwaige Besonderheiten auf. Für die frühbyzantinische Zeit wird bei originär griechischen Namen der griechischen Version der Vorzug gegeben (Beispiel: Zenon), es sei denn, die lateinische ist deutlich verbreiteter (Beispiel: Hypatius). Bei Homonymie wird der lateinische Ausgangsname in fortlaufender Zählung auch nach der Spätantike beibehalten (Beispiele: Leo III. statt Leon, Theodosius III. statt Theodosios). Einige Kaiser änderten ihren Namen im Laufe ihres Lebens, etwa durch Adoption oder beim Herrschaftsantritt. Angegeben wird der zuletzt geführte Name ohne Funktions- und Ehrentitel. Inoffizielle bzw. spätere Beinamen sind kursiv gesetzt.
Weiß hinterlegt und gefettet sind die legitim herrschenden Kaiser (Augusti, Basileis; Beispiel: Konstantin I.) sowie ihre nominell gleichrangigen Mitregenten (Symbasileis). Die Fettung entfällt bei Kaiserinnen bzw. nicht durchgängig anerkannten oder ungekrönten Kaisern (Beispiele: Irene, Konstantin (XI.)); das gilt auch für Gegenkaiser, die zeitweise den legitimen Herrscher verdrängten, sofern sie der herrschenden Dynastie entstammten und ihre Herrschaft vom Senat oder der Kirche (d. h. dem Patriarchen) anerkannt war (Beispiele: Basiliskos, Artabasdos).
Blau hinterlegt und gefettet sind Mitkaiser, die für einen nominell legitimen Herrscher durchgängig die faktische Regentschaft ausgeübt haben (Beispiel: Romanos I.). Die Fettung entfällt bei einer nur zeitweiligen oder illegitimen Ausübung selbstständiger Regierungstätigkeit (Beispiel: Matthaios Asanes Kantakuzenos).
Mitregenten und Unterkaiser bzw. designierte Thronfolger (Caesares, Sebastokratoren, Despoten), die zu keinem Zeitpunkt legitim eigenständig geherrscht haben, werden in der Anmerkungsspalte den jeweiligen Kaisern unter Angabe ihrer nominellen Regierungsjahre bzw. der Jahre ihrer Würdenträgerschaft, soweit bekannt, zugeordnet (Beispiel: Dalmatius). Titelträger unter mehreren Kaisern werden in der Anmerkungsspalte nur einmal aufgeführt (i. d. R. bei dem Kaiser, der den/die Titel zuerst verliehen hat; Beispiel: Konstantin Dukas Porphyrogennetos, Mitkaiser unter Michael VII., wird unter Alexios I. nicht nochmals gelistet). Mit Schrägstrich vorangestellte kursive Jahreszahlen bezeichnen das Jahr der Akklamation bzw. Designation bei später erfolgter Krönung bzw. offizieller Amtseinführung (Beispiel: Michael IX. 1281 als Mitkaiser designiert, 1295 gekrönt). Aufgeführt sind auch Nicht-Byzantiner, denen der Titel formell vom Kaiser verliehen wurde (Beispiel: Terwel). So genannte „Kaisermacher“ werden mit der Präposition „durch“ gekennzeichnet (Beispiel: „durch Aspar“). Kaiserinnen (Augustae, Basilissai) werden als Regentinnen genannt, wenn sie dem Kaiser nominell gleichgestellt waren und für ihn die Macht ausgeübt haben (Beispiel: Pulcheria) oder nach dem Tod des Kaisers selbst (übergangsweise) die Herrschaft übernommen haben (Beispiel: Domnica).
Kursiv gesetzt sind:
- Mitkaiser, deren Existenz bzw. Kaisertum nicht sicher belegt ist (Beispiel: Arcadius II.)
- präsumtive Thronfolger und Nobilissimi, die entweder infolge ihres eigenen Todes oder des Todes bzw. der Entmachtung des Kaisers nicht mehr offiziell zum Caesar oder Augustus ausgerufen wurden oder für die eine Erhebung zum Caesar nicht sicher belegt ist (Beispiel: Varronian)
- De-facto-Regenten (Reichsverweser), die dem betreffenden Kaiser nicht dynastisch verbunden waren (Beispiel: Rufinus unter Arcadius)
- Thronkandidaten, die durch eigenen Verzicht (recusatio imperii) bei Thronvakanz indirekt zu „Kaisermachern“ wurden (Beispiel: Jovian Kaiser „nach Verzicht durch Salutius“)

Rot hinterlegt sind Gegenkaiser und Usurpatoren. Das gilt nicht für Gegenkaiser in Konstantinopel, deren Herrschaft vom Senat oder der Kirche anerkannt wurde, auch wenn der legitime Herrscher auf Reichsterritorium weiterhin eigene Regierungstätigkeit entfaltet und dem Rivalen Widerstand geleistet hat (siehe oben). Unter „Gegenkaiser“ werden Usurpatoren bzw. Thronprätendenten im engeren Sinne verstanden, die sich den Kaisertitel selbst zugelegt haben oder von ihren Truppen bzw. Unterstützern akklamiert worden sind. Als „Usurpator“ werden in der Liste Gestalten bezeichnet, für die entweder der formale Akt der Kaisererhebung nicht sicher überliefert ist, die sich aber de facto kaiserliche Befugnisse angemaßt bzw. illoyal verhalten und eine nicht unbedeutende territoriale Machtbasis oder dynastische Position innegehabt haben oder bei denen die Empörung geografisch so begrenzt (maximal eine Provinz/ein Thema) und so kurzzeitig (maximal wenige Tage) war, dass de facto keinerlei Gefährdung des legitimen Herrschers bestanden hat.
Aufgeführt sind auch nichtbyzantinische Herrscher, die auf ehemaligem Reichsgebiet bzw. in Territorien unter nomineller byzantinischer Oberhoheit den Kaisertitel oder eine kaiserähnliche Stellung beansprucht haben (imitatio imperii; Beispiele: Theudebert, Stefan Dušan). Sofern die Regentenposition durch den Erhalt römischer bzw. byzantinischer Ehrentitel offiziell legitimiert war, sind die Figuren beim jeweiligen Kaiser aufgeführt (Beispiel: Chlodwig unter Anastasios I.).
Kursiv gesetzt sind:
- Rebellen, Verschwörer oder Separatisten, bei denen unwahrscheinlich oder zumindest unsicher ist, ob sie die Kaiserwürde beansprucht haben, die jedoch in der Überlieferung zu Usurpatoren (tyrannoi) stilisiert wurden (Beispiel: Vitalian)
- spätantike jüdisch-samaritanische „Könige“ in Palästina, deren messianischer Anspruch die Legitimität der Kaiserherrschaft in Frage stellte (Beispiel: Patricius)

Usurpatoren, die zeitweise auch legitime Träger einer der oben genannten kaiserlichen Würden waren, sind nicht eigens aufgeführt, sondern bleiben als solche in der Anmerkungsspalte dem jeweiligen Kaiser zugeordnet (Beispiele: Anastasios II., Kaiser 713–715/16, oder Johannes Dukas, Caesar seit 1061 unter Konstantin X. und dessen Nachfolgern, werden unter Leo III. bzw. Michael VII. nicht eigens als Gegenkaiser gelistet).
Hinsichtlich der Gegenkaiser erhebt die Liste keinen Anspruch auf Vollständigkeit, zumal von einigen außer ihren Namen nichts oder fast nichts bekannt ist.

## Liste der byzantinischen Kaiser

### Frühbyzantinisches Reich
| Porträt                                  | Name                     | Vollständiger Name                   | Regierungszeit           | Anmerkungen |
| Konstantinische Dynastie                 | Konstantinische Dynastie | Konstantinische Dynastie             | Konstantinische Dynastie | Konstantinische Dynastie |
| ---------------------------------------- | ------------------------ | ------------------------------------ | ------------------------ | --- |
|                                          | Konstantin I.            | Flavius Valerius Constantinus        | 324–337                  | Sohn Constantius’ I., Herrscher des Gesamtreichs, seit 306/307 Kaiser im Westen (bis 310 nominell Caesar); Caesares: Crispus (bis 326), Dalmatius (ab 335, Balkan); Rex: Hannibalianus (ab 335/36, Kappadokien?)                     |
|                                          | Calocaerus               | unbekannt                            | 334?                     | Usurpator auf Zypern |
|                                          | Constantius II.          | Flavius Iulius Constantius           | 337–361                  | Caesar seit 324, bis 340 neben Konstantin II. (Westen), mit Konstans (338–339, Kaiser im Westen bis 350) und Vetranio (350, durch Constantina), Herrscher des Gesamtreichs 350/353–360; Caesar: Constantius Gallus (351–354, Syrien) |
|                                          | Patricius                | unbekannt                            | 351/52                   | Gegenkönig in Palästina |
|                                          | Julian                   | Flavius Claudius Iulianus            | 361–363                  | Herrscher des Gesamtreichs, seit 360 Kaiser im Westen (Caesar seit 355) |
| Kaiser ohne Dynastie                     |                          |                                      |                          | |
|                                          | Jovian                   | Flavius Iovianus                     | 363–364                  | Herrscher des Gesamtreichs (nach Verzicht durch Salutius), 364 mit Varronian |
| Valentinianisch-theodosianische Dynastie |                          |                                      |                          | |
|                                          | Valens                   | Flavius Valens                       | 364–378                  | bis 375 neben Valentinian I. (Westen), 369–370/372 mit Galates; Regentin: Domnica (378) |
|                                          | Procopius                | unbekannt                            | 365–366                  | Gegenkaiser in Konstantinopel; Nachfolger: Marcellus (366, Bithynien) |
|                                          | Theodorus                | unbekannt                            | 371                      | Usurpator (?) in Syrien |
|                                          | Theodosius I.            | Flavius Theodosius                   | 379–395                  | bis 383 neben Gratian (Westen), 388–391 auch im Westen (mit Valentinian II.), ab 392/394 Herrscher des Gesamtreichs |
|                                          | Arcadius                 | Flavius Arcadius                     | 395–408                  | Mitkaiser seit 383, 393–394 mit Honorius (Kaiser im Westen bis 423); Regenten: Rufinus (395), Eutropios (395–399), Gainas (399, Usurpator 400), Eudoxia (400–404)                                                                    |
|                                          | Theodosius II.           | Flavius Theodosius                   | 408–450                  | Mitkaiser seit 402, 423 nominell Herrscher des Gesamtreichs, 439 mit Arcadius II. (?); Caesar: Valentinian III. (424–425, Kaiser im Westen bis 455); Regenten: Anthemius (bis 414), Pulcheria (414–416/423, 450)                     |
|                                          | Markian                  | Flavius Marcianus                    | 450–457                  | durch Pulcheria und Aspar, ab 456 nominell Herrscher des Gesamtreichs |
| Thrakische Dynastie                      |                          |                                      |                          | |
|                                          | Leo I.                   | Flavius (Valerius?) Novus Leo        | 457–474                  | durch Aspar, 465–467 und 472–473 nominell Herrscher des Gesamtreichs; Caesares: Anthemius (467, Kaiser im Westen bis 472), Patricius (469/70–471)                                                                                    |
|                                          | Leo II.                  | Flavius Leo Iunior                   | 474                      | Mitkaiser seit 473 (Caesar seit 472); Caesar (?): Julius Nepos (Kaiser im Westen bis 475/480) |
|                                          | Zenon                    | Flavius Zeno                         | 474–491                  | 474 Mitkaiser Leos II. und Regent, Exil 475–476 in Kilikien, ab 480 nominell Herrscher des Gesamtreichs; Caesar: Leo (476–477/78); erkannte Geiserich als Regenten in Africa an                                                      |
|                                          | Basiliskos               | Flavius Basiliscus                   | 475–476                  | gegen Zenon, mit Marcus (Caesar 475) |
|                                          | Hunerich                 | unbekannt                            | 477–484                  | beanspruchte kaiserähnliche Stellung in Africa |
|                                          | Markian                  | Flavius Marcianus                    | 479–480                  | Usurpator in Konstantinopel und Galatien (484 in Kilikien durch Illus?) |
|                                          | Justasas                 | unbekannt                            | 484?                     | Gegenkönig in Palästina |
|                                          | Leontios                 | unbekannt                            | 484–488                  | Gegenkaiser in Kilikien und Syrien (durch Illus und Verina) |
|                                          | Masties                  | unbekannt                            | 484–494?                 | Usurpator (?) in Numidien (gegen Hunerich und Gunthamund); Nachfolger (?): Masuna (508–535?, Mauretanien) |
|                                          | Odoaker                  | Flavius Odovacer                     | 490–493                  | Usurpator in Italien (Regent seit 476/480); Caesar: Thela |
|                                          | Anastasios I.            | Flavius Anastasius                   | 491–518                  | durch Ariadne; erkannte Theoderich, Chlodwig und Sigismund als Regenten in Italien bzw. Gallien an |
|                                          | Longinus                 | Flavius Longinus                     | 491–492                  | Usurpator in Konstantinopel; Nachfolger: Longinus, Athenodoros (beide bis 497, Isaurien) |
|                                          | Burdunellus              | unbekannt                            | 496–497                  | Usurpator in Hispanien (gegen Alarich II.); Nachfolger: Petrus (506) |
|                                          | Vitalian                 | Flavius Vitalianus                   | 513–515                  | Usurpator (?) in Thrakien und Moesien; Vorgänger: Areobindos (512, Konstantinopel) |
| Justinianische Dynastie                  |                          |                                      |                          | |
|                                          | Justin I.                | Flavius Iustinus                     | 518–527                  | beseitigte Theokritos, erkannte Athalarich als Regenten in Italien an |
|                                          | Justinian I.             | Flavius Petrus Sabbatius Iustinianus | 527–565                  | Mitkaiser 527 (Caesar seit 525), mit Theodora I. (bis 548) und Germanus (550); setzte Gelimer und Witichis als Regenten in Africa bzw. Italien ab                                                                                    |
|                                          | Julian                   | Iulianus Sabari filius               | 529–530/31               | Gegenkönig in Palästina |
|                                          | Hypatius                 | Flavius Hypatius                     | 532                      | Gegenkaiser in Konstantinopel, mit Pompeius |
|                                          | Theudebert               | Theodebertus Victor                  | 533–547/48               | beanspruchte kaiserähnliche Stellung in Gallien |
|                                          | Theodahad                | Flavius Theodahatus                  | 535–536                  | beanspruchte kaiserähnliche Stellung in Italien |
|                                          | Stotzas                  | unbekannt                            | 536–545                  | Usurpator in Africa; Nachfolger: Guntarith (bis 546, mit Johannes) |
|                                          | Johannes                 | Ioannes Cottistis                    | 537                      | Usurpator in Mesopotamien |
|                                          | Totila                   | unbekannt                            | 541/42–552               | Usurpator in Italien; Vorgänger: Hildebad (540–541, nach Verzicht durch Belisar), Erarich (541); Nachfolger: Teja (552) |
|                                          | Justin II.               | Flavius Iustinus                     | 565–578                  | beseitigte Justin; Regentin: Sophia (ab 573) |
|                                          | Leovigild                | Flavius Leovigildus                  | 572/73–586               | beanspruchte kaiserähnliche Stellung in Hispanien |
|                                          | Tiberios I.              | Flavius Tiberius Novus Constantinus  | 578–582                  | Mitkaiser 578 (Caesar seit 574); Caesar: Germanus (582, Usurpator 602–603 und 605/607?) |
|                                          | Maurikios                | Flavius Mauricius Novus Tiberius     | 582–602                  | 582 Caesar und Mitkaiser, ab 590 mit Theodosius (Caesar seit 587, 603[–611] Gegenkaiser in Mesopotamien durch Chosrau II. und Narses?); Caesar (?): Tiberios (ab 590?)                                                               |
|                                          | Abaskiron                | unbekannt                            | 583–588?                 | Usurpator (?) in Ägypten |
|                                          | Authari                  | Flavius Autharius                    | 584–590                  | beanspruchte kaiserähnliche Stellung in Norditalien |
| Kaiser ohne Dynastie                     |                          |                                      |                          | |
|                                          | Phokas                   | Flavius Focas                        | 602–610                  | gegen Maurikios, mit Domentiolos (ab 603/04) und Priskos (606/07) |

### Dynastie des Herakleios
| Porträt               | Name                  | Vollständiger Name                            | Regierungszeit        | Anmerkungen |
| Herakleische Dynastie | Herakleische Dynastie | Herakleische Dynastie                         | Herakleische Dynastie | Herakleische Dynastie |
| --------------------- | --------------------- | --------------------------------------------- | --------------------- | --- |
|                       | Herakleios            | Flavius Heraclius Phlabios Hērakleios         | 610–641               | gegen Phokas (durch Herakleios, Usurpator in Africa seit 608); Caesar: Konstantin (617–631?)                                                                               |
|                       | Komentiolos           | unbekannt                                     | 610–611               | Usurpator (?) in Galatien |
|                       | Johannes              | Ioannes Compsinus                             | 616–617               | Usurpator (?) in Süditalien |
|                       | Eleutherios           | unbekannt                                     | 619–620               | Gegenkaiser in Italien |
|                       | Vahan                 | Baanēs (Korkhorouni?)                         | 636                   | Usurpator (?) in Palästina |
|                       | Athalarich            | Iōannēs Athalarichos                          | 637?                  | Usurpator in Konstantinopel |
|                       | Konstantin III.       | Phlabios Hērakleios ho Neos Kōnstantinos      | 641                   | Mitkaiser seit 613, mit Heraklonas |
|                       | Heraklonas            | Kōnstantinos Hērakleios                       | 641                   | Mitkaiser seit 638 (Caesar seit 632), mit David Tiberios (Caesar seit 638) und Martinos (Caesar seit 639); Regentin: Martina                                               |
|                       | Konstans II.          | Phlabios Hērakleios Kōnstantinos ho Pōgōnatos | 641–668/69            | 641 Caesar unter Konstantin III. und Mitkaiser des Heraklonas; Regenten: Valentinos (642–643/44, Caesar 642?, Usurpator 641 und 644/45), Gregoria (?, bis 649, mit Paulos) |
|                       | Maurikios             | Maurikios ho Chartoularios                    | 643                   | Usurpator in Rom |
|                       | Gregorios             | Phlabios Grēgorios                            | 646/47–647/48         | Gegenkaiser in Africa; Nachfolger (?): Gennadios (664–665?) |
|                       | Olympios              | unbekannt                                     | 650–651/52            | Usurpator in Italien |
|                       | Theodoros             | Theodōros Rechtouni (Pasagnathēs?)            | 651/52–652/53         | Usurpator (?) in Armenien |
|                       | Saborios              | unbekannt                                     | 667–668               | Usurpator in Pontos (Armeniakon) |
|                       | Konstantin IV.        | Phlabios Kōnstantinos                         | 668/69–685            | Mitkaiser seit 654, 659–681 mit Herakleios und Tiberios; erkannte Perctarit und Asparuch als Regenten in Norditalien bzw. Moesien an                                       |
|                       | Mizizios              | Mizizios Gnouni                               | 668/69                | Gegenkaiser auf Sizilien; Nachfolger (?): Johannes (678?) |
|                       | Justinian II.         | Phlabios Ioustinianos ho Rhinotmētos          | 685–695 705–711       | Mitkaiser seit 681 gegen Tiberios II., ab 706 mit Tiberios; Caesar: Terwel (Moesien/Bulgarien)                                                                             |
|                       | Georgios              | unbekannt                                     | 710/11                | Usurpator (?) in Norditalien |
| Kaiser ohne Dynastie  |                       |                                               |                       | |
|                       | Leontios              | Leōn                                          | 695–698               | gegen Justinian II. |
|                       | Tiberios II.          | Tiberios Apsimaros                            | 698–705               | gegen Leontios |
|                       | Philippikos           | Philippikos Bardanēs                          | 711–713               | gegen Justinian II. |
|                       | Anastasios II.        | Artemios Anastasios                           | 713–715/16            | gegen Philippikos, Exil ab 715 in Bithynien (Opsikion), Gegenkaiser 717/719                                                                                                |
|                       | Theodosius III.       | Theodosios (Kōnstantinos?) ho Adramytinos     | 715–717               | gegen Anastasios II., 717 mit Tiberios (?) |

### Zeit des Bilderstreits
| Porträt                 | Name                   | Vollständiger Name                   | Regierungszeit    | Anmerkungen |
| Syrische Dynastie       | Syrische Dynastie      | Syrische Dynastie                    | Syrische Dynastie | Syrische Dynastie |
| ----------------------- | ---------------------- | ------------------------------------ | ----------------- | --- |
|                         | Leo III.               | (Phlabios) Leōn ho Isauros           | 717–741           | gegen Theodosius III. |
|                         | Basileios Onomagulos   | Tiberios Basileios Onomagoulos       | 717–717/18        | Gegenkaiser auf Sizilien (durch Sergios) |
|                         | Kosmas                 | unbekannt                            | 727               | Gegenkaiser in Thessalien |
|                         | Petasios               | Tiberios Petasios                    | 729–730           | Gegenkaiser in Italien |
|                         | Beser                  | Bēseros Tiberios                     | 737               | Usurpator (?, als „Tiberios“) in Kleinasien (durch Hischam) |
|                         | Konstantin V.          | Kōnstantinos                         | 741–775           | Mitkaiser seit 720, Exil 742–743 in Phrygien (Anatolikon); Caesares: Christophoros und Nikephoros (beide 769–776; Usurpator 780, 792, 797?, 799? und 812?)                                                                       |
|                         | Artabasdos             | Artabasdos ho Eikonophilos           | 741/42–743        | gegen Konstantin V., ab 742/43 mit Nikephoros und Niketas |
|                         | Konstantin Podopaguros | Kōnstantinos ho Podopagouros         | 766               | Usurpator (?) in Konstantinopel, mit Strategios |
|                         | Arichis                | unbekannt                            | 774–787           | beanspruchte kaiserähnliche Stellung in Süditalien (787 als Regent anerkannt) |
|                         | Leo IV.                | Leōn ho Chazaros                     | 775–780           | Mitkaiser seit 751 |
|                         | Konstantin VI.         | Kōnstantinos                         | 780–797           | Mitkaiser seit 776 und nominell 790 |
|                         | Elpidios               | unbekannt                            | 781–792           | Usurpator auf Sizilien, ab 782 Gegenkaiser im Kalifat der Abbasiden |
|                         | Alexios Musele         | Alexios Mousele/Mosēle               | 792               | Usurpator (?) in Konstantinopel |
|                         | Irene                  | Eirēnē (Sarantapēchaina) hē Athēnaia | 790 797–802       | Regentin seit 780, mit Staurakios (799–800 Usurpator [?] in Konstantinopel und Kappadokien) Mitkaiserin seit 792, 801/02 mit Leon; Regent: Aetios (ab 800)                                                                       |
| Dynastie des Nikephoros |                        |                                      |                   | |
|                         | Nikephoros I.          | Nikēphoros (Gabalas) ho Logothetēs   | 802–811           | gegen Irene |
|                         | Bardanes               | Bardanēs ho Tourkos                  | 803               | Gegenkaiser in Phrygien (Anatolikon) und Bithynien |
|                         | Arsaber                | Arsabēr (Kamsarakan?)                | 808               | Usurpator in Konstantinopel |
|                         | Staurakios             | Staurakios                           | 811               | Mitkaiser seit 803 |
|                         | Michael I.             | Michaēl Rhangabe                     | 811–813           | mit Theophylaktos und Staurakios (bis 812/13); erkannte Karl den Großen als Kaiser im Westen an |
| Kaiser ohne Dynastie    |                        |                                      |                   | |
|                         | Leo V.                 | Leōn ho Armenios                     | 813–820           | gegen Michael I., ab 813/14 mit Konstantin |
| Amorische Dynastie      |                        |                                      |                   | |
|                         | Michael II.            | Michaēl ho Psellos                   | 820–829           | gegen Leo V. |
|                         | Thomas                 | Thōmas (Kōnstantinos?)               | 821–823           | Gegenkaiser (als „Konstantin VI.“?) in Kleinasien (durch al-Ma'mūn) und Thrakien, mit Konstantios (821) und Anastasios (ab 821/22); Nachfolger: Choireas (Lykaonien/Anatolikon), Gazarenos (Galatien/Bukellarion, beide bis 824) |
|                         | Euphemios              | Euphēmios                            | 826–827           | Usurpator auf Sizilien |
|                         | Theophilos             | Theophilos                           | 829–842           | Mitkaiser seit 821/22, 830/833–835 mit Konstantin; Caesar: Alexios Musele (831/836–840) |
|                         | Theophobos             | Nasar Theophobos ho Perses           | 838–839           | Gegenkaiser in Paphlagonien (Armeniakon) |
|                         | Michael III.           | Michaēl ho Methystēs                 | 842–867           | Mitkaiser seit 840, 866 mit Basiliskianos; Caesar: Bardas (862/864–866, Regent seit 856); Regentin: Theodora II. (bis 856, mit Thekla, bis 855 mit Theoktistos)                                                                  |
|                         | Karbeas                | unbekannt                            | 844–863           | Usurpator (?) in Armenien (Koloneia; durch al-Wāthiq und al-Mutawakkil); Nachfolger: Chrysocheir (bis 872) |
|                         | Boris                  | Bogoris Michaēl                      | 865–889           | beanspruchte kaiserähnliche Stellung in Bulgarien |
|                         | Symbatios              | unbekannt                            | 866–866/67        | Usurpator (?) in Kleinasien (Thrakesion) |

### Makedonische Dynastie
| Porträt               | Name                  | Vollständiger Name                        | Regierungszeit        | Anmerkungen |
| Makedonische Dynastie | Makedonische Dynastie | Makedonische Dynastie                     | Makedonische Dynastie | Makedonische Dynastie |
| --------------------- | --------------------- | ----------------------------------------- | --------------------- | --- |
|                       | Basileios I.          | Basileios Makedōn                         | 867–886               | Mitkaiser seit 866 (Caesar 866?), 868–879 mit Konstantin; erkannte Ludwig II. nicht als Kaiser im Westen an |
|                       | Leo VI.               | Leōn Porphyrogennētos ho Sophos           | 886–912               | Mitkaiser 870–883; Regent: Stylianos Zautzes (891/893–899) |
|                       | Andronikos Dukas      | Andronikos Doukas                         | 906–907               | Usurpator (?) in Lykaonien (Anatolikon) |
|                       | Alexander             | Alexandros Porphyrogennētos               | 912–913               | Mitkaiser seit 879, mit Basilitzes |
|                       | Konstantin VII.       | Kōnstantinos (Makedōn) Porphyrogennētos   | 913–959               | Mitkaiser seit 908/911 und nominell 921/22–944, ab 945 Alleinherrscher; Regenten: Nikolaus (bis 914/15, 918/19–919), Zoe (914/15–918/19)                                                                                               |
|                       | Konstantin Dukas      | Kōnstantinos Doukas                       | 913                   | Gegenkaiser in Konstantinopel |
|                       | Simeon                | Symeōn ho Megas                           | 913–927               | beanspruchte Kaisertitel in Bulgarien (ab 917 auch in Griechenland), bis 914/15 und ab 924 nominell Mitkaiser Konstantins VII. bzw. Romanos’ I.                                                                                        |
|                       | Leon Phokas           | Leōn Phōkas                               | 919                   | Usurpator in Bithynien (Optimaton) |
|                       | Romanos I.            | Rōmanos Lakapēnos                         | 920–944               | Mitkaiser Konstantins VII. (Caesar 920, Regent seit 919), mit Christophoros (921–931), Stephanos, Konstantin (beide 923/24–945) und Romanos (923/24–927?); Caesar: Michael (ab 923/24?); erkannte Peter I. als Kaiser von Bulgarien an |
|                       | Bardas Boilas         | Bardas Boïlas                             | 923/24                | Usurpator in Pontos (Chaldia) |
|                       | Basileios Chalkocheir | Basileios ho Chalkocheir                  | 930/932               | Usurpator (als „Konstantin Dukas“) in Bithynien (Opsikion) und Lydien (Thrakesion) |
|                       | Romanos II.           | Rōmanos Porphyrogennētos                  | 959–963               | Mitkaiser seit 945 |
|                       | Basileios Peteinos    | Basileios Peteinos                        | 961                   | Usurpator (?) in Konstantinopel |
|                       | Basileios II.         | Basileios Porphyrogennētos Boulgaroktonos | 963–1025              | Mitkaiser seit 960, ab 976 Alleinherrscher; Regenten: Theophanu (963, mit Joseph Bringas), Basileios Lakapenos (976–985); erkannte Stefan Držislav als Regenten in Dalmatien und Kroatien an                                           |
|                       | Nikephoros II.        | Nikēphoros Phōkas                         | 963–969               | Mitkaiser Basileios’ II. und Regent (durch Theophanu, Gegenkaiser 963); Caesar: Bardas (bis 968) |
|                       | Kalokyres             | Kalokyrēs/Kalokyros                       | 968–971               | Usurpator (?) in Bulgarien (durch Swjatoslaw I.) |
|                       | Johannes I.           | Iōannēs (Kourkouas) Tzimiskēs             | 969–976               | Mitkaiser Basileios’ II. und Regent (durch Theophanu); erkannte Otto I. als Mitkaiser an |
|                       | Bardas Phokas         | Bardas Phōkas                             | 970–971 987–989       | Gegenkaiser in Kleinasien (970–971 mit Leon); Nachfolger: Leon (989) |
|                       | Bardas Skleros        | Bardas Sklēros                            | 976–979 987 989       | Gegenkaiser in Kleinasien (987 nominell Mitkaiser des Bardas Phokas) |
|                       | Meles                 | Melēs                                     | (1009–)1011/1019      | Usurpator (?) in Süditalien; Nachfolger: Argyros (1042) |
|                       | Tzules                | Geōrgios Tzoulēs                          | (1015?–)1016          | Usurpator (?) in Taurien (Cherson) |
|                       | Nikephoros Phokas     | Nikēphoros Phōkas ho Barytrachēlos        | 1022                  | Gegenkaiser in Kappadokien (durch Nikephoros Xiphias) |
|                       | Konstantin VIII.      | Kōnstantinos Porphyrogennētos             | 1025–1028             | Mitkaiser seit 962, 1028 mit Konstantin Dalassenos (Usurpator 1034?) |
|                       | Nikephoros Komnenos   | Nikēphoros Komnēnos                       | 1025/26               | Usurpator in Armenien (Vaspurakan) |
|                       | Basileios Skleros     | Basileios Sklēros                         | 1026/27 1033          | Usurpator (?) in Kleinasien Usurpator (?) in Konstantinopel |
|                       | Romanos III.          | Rōmanos Argyros                           | 1028–1034             | durch Zoe |
|                       | Presjan               | Prousianos                                | 1029                  | Usurpator in Konstantinopel (durch Theodora III.), mit Konstantin Diogenes (Usurpator 1032) |
|                       | Michael IV.           | Michaēl ho Paphlagōn                      | 1034–1041             | durch Zoe; Regent: Johannes Orphanotrophos |
|                       | Elpidios Brachamios   | Elpidios Brachamios                       | 1034                  | Usurpator (?) in Syrien |
|                       | Stefan Vojislav       | Stephanos Boïsthlabos                     | 1034–1035 1040–1043   | Usurpator in Dioklitien |
|                       | Peter Deljan          | Petros Deleanos/Dolianos                  | 1040–1041             | Gegenkaiser in Bulgarien (als Peter II.); Gegenkaiser: Tihomir (1040, Dyrrhachion), Alusjan (1041, 1040 nominell Mitregent) |
|                       | Gregor Taronites      | Grēgorios Tarōnitēs                       | 1040                  | Usurpator in Phrygien |
|                       | Michael V.            | Michaēl ho Kalaphatēs                     | 1041–1042             | nominell Mitkaiser Zoes (Caesar 1041) |
|                       | Zoe                   | Zōē Porphyrogennēta                       | 1042                  | mit Theodora III., Regentin seit 1041 |
|                       | Theophilos Erotikos   | Theophilos Erōtikos                       | 1042                  | Usurpator auf Zypern |
|                       | Konstantin IX.        | Kōnstantinos Monomachos                   | 1042–1055             | durch Zoe, 1055 mit Nikephoros Proteuon (Bulgarien, gegen Theodora III.); erkannte Michael Vojislavljević als Regenten in Dioklitien an                                                                                                |
|                       | Georg Maniakes        | Geōrgios Maniakēs                         | 1042–1043             | Gegenkaiser in Süditalien und auf dem Balkan |
|                       | Leon Lampros          | Leōn Lampros                              | 1043                  | Usurpator (?) in Armeniakon (durch Stephanos Pergamenos) |
|                       | Leon Tornikes         | Leōn Tornikēs/Tornikios                   | 1047                  | Gegenkaiser in Makedonien und Thrakien (1046 Usurpator in Iberien?) |
|                       | Romanos Boilas        | Rōmanos Boïlas                            | 1051?                 | Usurpator in Konstantinopel |
|                       | Theodora III.         | Theodōra Karbōnopsina                     | 1055–1056             | 1042 Mitkaiserin Zoes |
| Kaiser ohne Dynastie  |                       |                                           |                       | |
|                       | Michael VI.           | Michaēl Bringas Stratiotikos              | 1056–1057             | |
|                       | Theodosios Monomachos | Theodosios Monomachos                     | 1056                  | Usurpator in Konstantinopel |
|                       | Nikephoros Bryennios  | Nikēphoros Bryennios                      | 1057                  | Usurpator (?) in Kappadokien (1055 in Makedonien gegen Theodora III.?) |

### Komnenen, Dukai und Angeloi
| Porträt              | Name                      | Vollständiger Name                       | Regierungszeit           | Anmerkungen |
| Komnenen             | Komnenen                  | Komnenen                                 | Komnenen                 | Komnenen |
| -------------------- | ------------------------- | ---------------------------------------- | ------------------------ | --- |
|                      | Isaak I.                  | Isaakios Komnēnos                        | 1057–1059                | gegen Michael VI., durch Michael Kerularios (Usurpator 1040 und 1059) |
| Dukai                |                           |                                          |                          | |
|                      | Konstantin X.             | Kōnstantinos Doukas                      | 1059–1067                | nach Verzicht durch Johannes Komnenos; Caesar: Johannes (1059/61–1075 und 1081–1087/88, Regent 1067 und 1071–1072, 1074 Gegenkaiser in Kleinasien durch Roussel de Bailleul) |
|                      | Nikulitzas                | Nikoulitzas Delphinas ho Larissaios      | 1066                     | Usurpator in Thessalien |
|                      | Michael VII.              | Michaēl Doukas ho Parapinakēs            | 1067–1078                | gekrönt 1071, Mitkaiser seit 1060, mit Konstantios (seit 1060, Gegenkaiser 1078), Andronikos (1068–1077?) und Konstantin (ab 1074/75, Mitkaiser Alexios’ I. 1081–1087/88); Regenten: Eudokia (1067, 1071), Andronikos (1073), Nikephoritzes (ab 1073); Caesar: Giorgi II. (ab 1074, Georgien) |
|                      | Romanos IV.               | Rōmanos Diogenēs                         | 1068–1071                | Mitkaiser Michaels VII. und Regent (durch Eudokia, Gegenkaiser 1067 und 1071–1072), mit Leon (ab 1069) und Nikephoros (ab 1070, Usurpator 1094) |
|                      | Konstantin Bodin          | Kōnstantinos Bodinos                     | 1072                     | Gegenkaiser in Bulgarien (als Peter III., durch Michael Vojislavljević und Georg Vojtech) |
|                      | Philaretos Brachamios     | Philaretos Brachamios                    | 1072–1078                | Usurpator in Nordsyrien und Mesopotamien |
|                      | Nestor                    | unbekannt                                | 1072/1074                | Usurpator in Donaubulgarien (Paristrion) |
|                      | Leon Diabatenos           | Leōn Diabatēnos                          | 1077–1078                | Usurpator in Edessa |
|                      | Nikephoros Bryennios      | Nikēphoros Bryennios                     | 1077–1078                | Gegenkaiser in Makedonien und Thrakien, mit Johannes; Nachfolger: Nikephoros Basilakes (1078–1079, Makedonien) |
| Kaiser ohne Dynastie |                           |                                          |                          | |
|                      | Nikephoros III.           | Nikēphoros Botaneiatēs                   | 1078–1081                | gegen Michael VII., ab 1080 mit Nikephoros Synadenos |
|                      | Ruben                     | Rhoupenios                               | 1080–1095                | Usurpator in Kilikien; Nachfolger: Konstantin (bis 1099/1103, Regent seit 1090), Thoros (1099/1103–1129/30), Konstantin (1129/30), Leon (1129/30–1137) |
| Komnenen             |                           |                                          |                          | |
|                      | Alexios I.                | Alexios Komnēnos                         | 1081–1118                | gegen Nikephoros III.; Sebastokratoren: Isaak (bis 1102/04, Mitregent), Andronikos (1108/1116–1131?), Isaak (1108/1122–1130, 1136/1138–1140 und 1143?, Caesar 1108?, Usurpator 1129/30, 1143 und 1145–1146); Caesares: Nikephoros Melissenos (bis 1104, 1081 Gegenkaiser in Kleinasien), Nikephoros Bryennios (1097/1111–1136/37); Regentin: Anna Dalassene (1081, 1094–1095) |
|                      | Raiktor                   | Michaēl Doukas                           | 1081                     | Gegenkaiser (als „Michael VII.“) in Dyrrhachion und Makedonien (durch Robert Guiskard) |
|                      | Johannes                  | Iōannēs Komnēnos                         | 1091                     | Usurpator (?) in Dyrrhachion |
|                      | Theodoros Gabras          | Theodōros Gabras                         | 1091–1092                | Usurpator (?) in Pontos (Chaldia); Nachfolger: Gregor Taronites (1103–1105) |
|                      | Çaka Bey                  | Tzachas                                  | 1091–1092/93             | beanspruchte Kaisertitel in Kleinasien |
|                      | Karykes                   | (Nikētas?) Karykēs                       | 1092–1092/93             | Usurpator auf Kreta, mit Rapsomates (Zypern) |
|                      | Konstantin Diogenes       | Kōnstantinos/„Leōn“ Diogenēs             | 1094–1095                | Gegenkaiser in Thrakien |
|                      | Michael Anemas            | Michaēl Anemas                           | 1103                     | Usurpator in Konstantinopel, mit Leon |
|                      | Leon Diogenes             | Leōn Diogenēs                            | 1116                     | Gegenkaiser in Donaubulgarien (Paristrion, durch Wladimir Monomach; 1107 in Dyrrhachion durch Bohemund?) |
|                      | Johannes II.              | Iōannēs Kalos Komnēnos Doukas            | 1118–1143                | Mitkaiser seit 1092, 1119/1122–1142 mit Alexios (II.); Sebastokratoren: Andronikos (1122–1142), Isaak (ab 1122, Usurpator 1143); Caesar: Johannes Roger Dalassenos (1136/1138–1152, Usurpator 1143) |
|                      | Konstantin Gabras         | Kōnstantinos Gabras                      | 1126/1139–1140           | Usurpator in Pontos (Chaldia), bis 1130 neben Kassianos (Paphlagonien?) |
|                      | Roger                     | Rogerios                                 | 1130–1154                | beanspruchte kaiserähnliche Stellung in Süditalien |
|                      | Manuel I.                 | Manouēl Komnēnos                         | 1143–1180                | Sebastokrator seit 1122/1129; Despoten: Alexios (ab 1163, Caesar 1169–1172, Usurpator 1180–1185), Theodoros Batatzes (vor 1166); Sebastokrator: Johannes (1170–1176); Regent: Johannes Axuch (bis 1145/46); erkannte Wilhelm II. und Mleh als Regenten in Süditalien bzw. Kilikien an |
|                      | Thoros                    | unbekannt                                | 1145–1169                | Usurpator in Kilikien; Nachfolger: Ruben (bis 1170; Regent: Thomas) |
|                      | Alexios Axuch             | Alexios Axouchos                         | 1167                     | Usurpator (?) in Konstantinopel |
|                      | Alexios II.               | Alexios Komnēnos Porphyrogennētos        | 1180–1183                | gekrönt 1182, Mitkaiser seit 1171/72; Caesar: Johannes (Usurpator 1181); Regentin: Maria Xene (mit Alexios, alle bis 1182) |
|                      | Johannes Batatzes         | Iōannēs Komnēnos Batatzēs                | 1182                     | Usurpator (?) in Lydien (Thrakesion) |
|                      | Andronikos I.             | Andronikos Komnēnos                      | 1183–1185                | Mitkaiser 1183 (Regent seit 1182; Usurpator 1154/55), ab 1184 mit Johannes; Sebastokratoren: Manuel (seit 1182, Usurpator 1185), Alexios (Caesar 1185–1186/1192, Usurpator 1184 und 1186/1192 mit Andronikos Komnenos) |
|                      | Andronikos Kontostephanos | Andronikos Kontostephanos Komnēnos       | 1183                     | Usurpator (?) in Konstantinopel, mit Andronikos Angelos |
|                      | Andronikos Lampardas      | Andronikos La(m)pardas                   | 1183/84                  | Usurpator (?) in Mysien (Thrakesion) |
|                      | Alexios                   | Alexios Komnēnos                         | 1185                     | Gegenkaiser (als „Alexios II.“?) in Thessaloniki (durch Wilhelm II.) |
| Angeloi              |                           |                                          |                          | |
|                      | Isaak II.                 | Isaakios Angelos                         | 1185–1195 1203–1204      | gegen Andronikos I. bzw. Alexios III. (1184 Usurpator in Bithynien mit Theodoros Kantakuzenos); Sebastokratoren: Johannes (1186–1200, Usurpator 1199), Konstantin, Johannes Petraliphas (?, bis 1195), Stefan Nemanjić (1191–1196); Caesares: Johannes Kantakuzenos (bis 1186, 1204/05–1209 Usurpator in Messenien?), Johannes, Bonifatius und Konrad von Montferrat (beide ab 1186/1187); erkannte Peter IV. und Stefan Nemanja als Regenten in Bulgarien bzw. Serbien an                                                                                        |
|                      | Isaak Komnenos            | Isaakios (Doukas?) Komnēnos              | 1185–1191 1195           | Gegenkaiser („Caesar“) auf Zypern (seit 1184 nominell Despot), von Richard I. abgesetzt Gegenkaiser in Kleinasien (Sultanat Ikonion) |
|                      | Alexios Branas            | Alexios Branas Komnēnos                  | 1185/86 1187             | Usurpator in Konstantinopel Gegenkaiser in Thrakien |
|                      | Theodoros Mankaphas       | Theodōros Doukas Mankaphas               | 1188–1189/1195 1204–1205 | Gegenkaiser in Lydien und Phrygien |
|                      | Alexios                   | Alexios Komnēnos                         | 1189/1191                | Usurpator (als „Alexios II.“) in Phrygien (durch Kılıç Arslan II.); Nachfolger: Alexios (1191/92, Paphlagonien) |
|                      | Basileios Chotzas         | Basileios Chotzas                        | 1191/92–1204/05          | Usurpator in Bithynien |
|                      | Isaak Komnenos            | Isaakios Komnēnos                        | 1191/1193                | Usurpator in Konstantinopel; Nachfolger: Rakendytes, Konstantin Tatikios (beide 1191/1193) |
|                      | Konstantin Aspietes       | Kōnstantinos Komnēnos Aspietēs           | 1191/1193                | Usurpator (?) in Makedonien |
|                      | Konstantin                | Kōnstantinos Angelos Doukas              | 1193                     | Usurpator in Philippopel |
|                      | Alexios III.              | Alexios Komnēnos Angelos                 | 1195–1203/1204           | gegen Isaak II., Sebastokrator seit 1190, Exil ab 1203 in Thrakien und Thessalien, 1210–1211 Gegenkaiser in Kleinasien (durch Kai Chosrau I.); Regentin: Euphrosyne (bis 1196); Despot: Alexios Palaiologos (1199–1203, Sebastokrator seit 1195); Sebastokratoren: Isaak Komnenos (bis 1196), Nikephoros Petraliphas (1200?); Caesares: Theodoros Branas (1205–1206 Usurpator in Adrianopel), Manuel Maurozomes (1200?, 1204–1205/06 Usurpator in Phrygien durch Kai Chosrau I.); erkannte Kalojan als Kaiser von Bulgarien und Leon II. als König in Kilikien an |
|                      | Alexios Kontostephanos    | Alexios Kontostephanos                   | 1195 1200                | Usurpator in Konstantinopel |
|                      | Alexios                   | Alexios Komnēnos                         | 1195–1196/97             | Usurpator (als „Alexios II.“) in Kilikien und Bithynien (durch Muhyi ad-Din Mas'ud Schah) |
|                      | Dobromir                  | Dobromēros Chrysos                       | 1196/97–1199 1201–1202   | Usurpator in Makedonien und Thessalien |
|                      | Iwanko                    | Iōannēs Alexios                          | 1198/99–1200             | Usurpator in Thrakien (durch Kalojan; Kaiser von Bulgarien 1196); Nachfolger: Johannes Spyridonakes (1201, Smolena) |
|                      | Michael Kantakuzenos      | Michaēl Kantakouzēnos                    | 1199                     | Usurpator in Konstantinopel |
|                      | Manuel Kamytzes           | Manouēl Kamytzēs Komnēnos Doukas Angelos | 1199 1201–1202           | Usurpator in Konstantinopel Usurpator in Makedonien und Thessalien (mit Dobromir) |
|                      | Michael                   | Michaēl Angelos Komnēnos Doukas          | 1200–1203? 1204/05–1215  | Usurpator in Karien (Mylasa, durch Suleiman II.) Usurpator/Regent in Epirus (Nikopolis) |
|                      | Johannes Komnenos         | Iōannēs Axouchos Komnēnos ho Pachys      | 1200/01                  | Gegenkaiser in Konstantinopel |
|                      | Leon Chamaretos           | Leōn Chamaretos                          | 1201–1205/1209           | Usurpator in Morea (Lakonien); Nachfolger: Johannes Chamaretos (bis 1222, ab 1209 nominell Despot durch Theodor I. oder Alexios III.) |
|                      | Leon Sguros               | Leōn Sgouros                             | 1201–1208                | Usurpator in Hellas, ab 1204 nominell Despot (durch Alexios III.) |
|                      | Alexios IV.               | Alexios Angelos                          | 1203–1204                | Mitkaiser Isaaks II. und Regent (1203 Gegenkaiser in Dyrrhachion durch Bonifatius von Montferrat und Enrico Dandolo), Despot seit 1192/93 |
|                      | Nikolaus Kanabos          | Nikolaos Kanabos                         | 1204                     | gegen Isaak II. und Alexios IV. (nach Verzicht durch Radenos) |
|                      | Alexios V.                | Alexios Doukas ho Mourtzouphlos          | 1204                     | gegen Isaak II., Alexios IV. und Nikolaus Kanabos |

### Laskariden und Palaiologen
| Porträt     | Name                    | Vollständiger Name                                      | Regierungszeit    | Anmerkungen |
| Laskariden  | Laskariden              | Laskariden                                              | Laskariden        | Laskariden |
| ----------- | ----------------------- | ------------------------------------------------------- | ----------------- | --- |
|             | Konstantin (XI.)        | Kōnstantinos Komnēnos Laskaris                          | 1204              | gegen Balduin I. (Lateinisches Kaiserreich) und Kalojan (Bulgarien), bis 1205 nominell Despot |
|             | Alexios Komnenos        | Alexios Megas Komnēnos                                  | 1204–1222         | Gegenkaiser in Trapezunt (Chaldia; Caesar 1183/85), bis 1212/1214 mit David (Caesar 1184/85, 1204/05–1207 in Paphlagonien); Nachfolger: Andronikos Gidos (bis 1235), Johannes (1235–1238, mit Johannikios), Manuel (1238–1263), Andronikos (1263–1266, Despot seit 1240?), Georg (1266–1280) |
|             | Theodoros Gabras        | Theodōros Gabras                                        | 1204–1208?        | Usurpator (?) in Pontos (Chaldia) |
|             | Manuel Angelos          | Manouēl Angelos                                         | 1204–1205         | Gegenkaiser in Thrakien, Makedonien und Thessalien (durch Bonifatius von Montferrat) |
|             | Alexios Aspietes        | Alexios Aspietēs                                        | 1205              | Gegenkaiser in Philippopel (gegen Kalojan) |
|             | Theodor I.              | Theodōros Komnēnos Laskaris                             | 1205–1221/22      | gegen Heinrich (Lateinisches Kaiserreich), gekrönt 1207/08 (Despot seit 1199/1203, Regent seit 1204), 1207/08–1211/12 mit Nikolaus; Despot: Andronikos Palaiologos (1212/1216); Sebastokratoren: Georg, Alexios, Isaak (beide Usurpatoren in Mysien 1224), Nikephoros Kontostephanos, Sabbas Asidenos (beide 1205/06–1216?, Usurpatoren in Phrygien seit 1203/04 bzw. Karien seit 1204); Regentin: Maria (1221/22) |
|             | Johannes III.           | Iōannēs Doukas Batatzēs                                 | 1221/22–1254      | gegen Robert (Lateinisches Kaiserreich); Despoten: Johannes (1242–1244, Gegenkaiser seit 1237/1241), Demetrios (1242–1246, beide Thessaloniki), Michael (1237?/1247–1266/68, Usurpator seit 1230, 1251–1253 und 1256–1259/1264) und Nikephoros Angelos (1249/1266/68–1297, beide Epirus); Sebastokratoren: Isaak (vor 1253–1261), Johannes (bis 1240?); Caesares: Romanos (?–nach 1227), Leon Gabalas (1225/26–1240, Usurpator auf Rhodos seit 1203/04 und 1234; Nachfolger: Johannes, bis 1249/50) |
|             | Theodoros Angelos       | Theodōros Komnēnos Doukas Angelos                       | 1224/25–1230      | Gegenkaiser in Makedonien (Thessaloniki) und Thessalien (gekrönt 1227, Regent in Epirus seit 1215); Despoten: Konstantin (1227–1242/1246, Akarnanien, Gegenkaiser in Konstantinopel 1204?), Konstantin Maliasenos (?); Sebastokrator: Georg (?); Nachfolger: Manuel (bis 1237, durch Iwan Assen II.; Despot seit 1227, Gegenkaiser ab 1234/35, 1239–1241 in Thessalien) |
|             | Andronikos Nestongos    | Andronikos Doukas Nestongos                             | 1224/25           | Usurpator in Bithynien, mit Isaak |
|             | Theodor II.             | Theodōros Doukas Laskaris Porphyrogennētos              | 1254–1258         | gegen Balduin II. (Lateinisches Kaiserreich), gekrönt 1255, Mitkaiser seit 1234/1241 |
|             | Johannes IV.            | Iōannēs Doukas Laskaris                                 | 1258–1261         | Regent: Georg Muzalon (1258) |
| Palaiologen |                         |                                                         |                   | |
|             | Michael VIII.           | Michaēl Doukas Komnēnos Palaiologos                     | 1261–1282         | Mitkaiser seit 1259 (Despot und Regent seit 1258); Despoten: Johannes (1260/1263–1273/1275, Sebastokrator seit 1259), Konstantin (bis 1306, Usurpator 1292), Jakob Swetoslaw (1261, Bulgarien), Demetrios Michael (1278–1304), Iwan Assen (1277/78–1302/03, Kaiser von Bulgarien 1279–1280), Georg Terter (1279, Kaiser von Bulgarien ab 1280), Johannes Komnenos (1282, Gegenkaiser in Trapezunt seit 1280); Sebastokratoren: Konstantin (1259/60–1275) und Johannes Tornikes (ab 1260/61?, beide Thessaloniki), Konstantin (1260–1271, Caesar seit 1259), Johannes Dukas (1268/1272–1289, Usurpator 1280, Thessalien); Caesar: Alexios Strategopulos (1259–1271/1275) |
|             | Johannes                | Iōannēs Laskaris                                        | 1262              | Usurpator (als „Johannes IV.“) in Bithynien (1273 in Süditalien durch Karl von Anjou?) |
|             | Andronikos II.          | Andronikos Doukas Angelos Komnēnos ho Gerōn Palaiologos | 1282–1328         | Mitkaiser seit 1261/1272, 1281/1294/95–1320 mit Michael IX.; Despoten: Konstantin (1292–1329), Johannes (1294–1307, beide Thessaloniki), Theodor (vor 1306), Demetrios (1306–1343, 1327–1328 in Thessaloniki), Thomas Angelos (1290/1297–1318, Epirus), Manuel (nach 1298–1320), Nikolaus Orsini (1318–1323, Epirus); Sebastokratoren: Konstantin (1289/1295–1303), Theodor (1289/1295–1299) und Johannes Dukas (1303/1309/1315–1318, Despot ab 1309/1315?), Stefan Gabrielopulos (1318/1325–1332/33, alle Thessalien), Radoslaw (1299/1300, Bulgarien), Andrea Muzaka (vor 1319, Albanien); Caesares: Roger de Flor (1305), Johannes (1326, Gegenkaiser in Thessaloniki 1325/26) |
|             | Johannes Tarchaneiotes  | Iōannēs Tarchaneiotēs                                   | 1289              | Usurpator (?) in Konstantinopel |
|             | Alexios Philanthropenos | Alexios Philanthrōpēnos Tarchaneiotēs                   | 1295/96           | Gegenkaiser („Caesar“) in Kleinasien |
|             | Johannes Drimys         | Iōannēs (Glykys?) Drimys                                | 1305–1306         | Usurpator (als „Johannes IV.“) in Konstantinopel |
|             | Karl von Valois         | Karolos tou Baloua                                      | 1307              | beanspruchte Kaisertitel in Konstantinopel |
|             | Andronikos III.         | Andronikos Doukas Angelos Komnēnos ho Neos Palaiologos  | 1328–1341         | Mitkaiser seit 1316/1325 (Gegenkaiser in Thrakien 1320/21–1325 und 1328); Despoten: Johannes Orsini (bis 1335, Thessalien), Andrea Muzaka (1335/1372, Albanien), Michael (1337/1341–1352) |
|             | Syrgiannes              | Syrgiannēs Palaiologos Philanthrōpēnos                  | 1333–1334         | Usurpator (?) in Thessaloniki und Makedonien (durch Stefan Dušan) |
|             | Johannes V.             | Iōannēs (Komnēnos) Palaiologos                          | 1341–1391         | Exil 1352–1353 in Tenedos, ab 1354/1357 Alleinherrscher, 1376–1379 und 1390 abgesetzt; Regentin: Anna (bis 1347, 1351–1359 in Thessaloniki); Despoten: Momtschil (1344, Sebastokrator 1344, Usurpator in Thrakien bis 1345), Michael (nach 1351/1354–1376/77, 1373 Usurpator in Trapezunt), Johannes Asanes (1355–1358, Sebastokrator seit 1347), Johannes Kantakuzenos (ab 1357), Theodor (vor 1376–1407, ab 1383 in Morea), Pietro Giustiniani (ab 1363, Chios), Theodor Muzaka (1372–1389, Albanien), Thomas Preljubović (1382–1384, Usurpator seit 1366), Esau Buondelmonti (1386–1411, beide Epirus); Sebastokratoren: Demetrios Kantakuzenos (ab 1357, Despot in Morea 1383), Gjin Muzaka (1372?–1389/90), Gjin Zenevisi (1380–1418, beide Albanien/Epirus), Leon Melissenos (?); Caesar: Alexios Philanthropenos (1381/82–1389, Thessalien); erkannte Murad I. als Suzerän und Stefan Dušan als Kaiser von Serbien an |
|             | Michael Gabrielopulos   | Michaēl Gabriēlopoulos                                  | 1342              | Usurpator in Thessalien |
|             | Stefan Dušan            | Stephanos Ouresēs Dousan                                | 1345–1355         | beanspruchte Kaisertitel in Serbien und Griechenland, gekrönt 1346; Despoten: Jovan Oliver ([1334?]1347–1356, Sebastokrator seit 1346), Jovan Asen (1346/1350–1363, Albanien), Ivaniš (1348), Dejan Dragaš (1355–nach 1362, Sebastokrator seit 1346/47); Sebastokrator: Branko Mladenović (1346–1365); Caesares: Gregor Golubić (1346/47–nach 1362), Vojihna (1346/47–nach 1357), Gregor Preljub (1348–1355/56, Thessalien); Nachfolger: Stefan Uroš (bis 1371, Mitregent seit 1346, ab 1365 mit Vukašin Mrnjavčević [Despot seit 1364]; Despoten: Jovan Uglješa [ab 1365], Jovan Dragaš; Sebastokrator: Vlatko Paskačić; Caesares: Novak, Uglješa Vlatković) |
|             | Johannes VI.            | Iōannēs Palaiologos Angelos Komnēnos Kantakouzēnos      | 1347–1354         | Mitkaiser Johannes’ V. und Regent (Regent 1341, Gegenkaiser in Thrakien seit 1341/1346); Despoten: Nikephoros Orsini (1347–1359, ab 1356 in Thessalien; 1339–1340 Usurpator in Epirus durch Katharina von Valois), Manuel (1347–1380, ab 1349 in Morea; 1354 gegen Michael und Andreas Asanes), Manuel Asanes (1351/1354–1355, Sebastokrator seit 1347); Sebastokratoren: Isaak Dukas (1342/43–1345, Albanien/Serbien), Johannes Angelos (1347–1348, Thessalien), Nikephoros (1351–1355); Caesar: Hrelja (1341/42) |
|             | Matthaios               | Matthaios Asanēs Kantakouzēnos                          | 1353–1354         | Mitkaiser Johannes’ VI., gekrönt 1354 (Mitregent seit 1347), Gegenkaiser in Thrakien bis 1357, Despot in Morea 1361/1380–1383; Sebastokrator: Andronikos Asanes (1354–1356) |
|             | Johannes Limpidarios    | Iōannēs Limpidarios                                     | 1356              | Usurpator in Thrakien |
|             | Simeon Uroš             | Symeōn Ouresēs Palaiologos                              | 1356–1370/71      | Gegenkaiser in Thessalien (1359–1366 auch in Epirus), Despot seit 1346; Despoten: Peter Losha, Gjin Bua Shpata (beide ab 1359/60, Ätolien/Epirus); Sebastokrator: Blaž Matarango (1358–1367, Albanien); Nachfolger: Jovan Uroš (bis 1373, Mitkaiser seit 1359/60?, 1384–1385 Mitregent der Maria in Epirus) |
|             | Andronikos IV.          | Andronikos (Komnēnos) Palaiologos                       | 1376–1379         | gegen Johannes V., Mitkaiser 1352–1373 (Regent 1366–1367) und 1381–1385 (Thrakien), Usurpator 1373 und 1385 |
|             | Johannes VII.           | Iōannēs Palaiologos                                     | 1390 1399–1402/03 | gegen Johannes V. (durch Bayezid I.), Mitkaiser 1377–1379 und seit 1381/1385 (Thrakien) Mitkaiser Manuels II. und Regent, bis 1408 in Thessaloniki (1403/04–1407? mit Andronikos V.) |
|             | Manuel II.              | Manouēl Palaiologos                                     | 1391–1425         | gekrönt 1392, Mitkaiser Johannes’ V. seit 1373 (Despot in Thessaloniki seit 1369); Regentin: Helena Kantakuzene (bis 1392); Despoten: Konstantin Dragaš (1392–1395, Makedonien), Stefan Lazarević (ab 1402, Serbien), Theodor (ab 1404?, 1407–1443 in Morea, bis 1448 in Thrakien), Andronikos (1408–1423, Thessaloniki, 1419 mit Johannes), Karl Tocco (1411/1415–1429, Epirus); Caesar: Manuel Philanthropenos (1392/93–1394, Thessalien) |
|             | Theodosios Kyprios      | Theodosios ho Kyprios                                   | 1414?             | Usurpator (?) in Konstantinopel |
|             | Johannes VIII.          | Iōannēs Palaiologos                                     | 1425–1448         | Mitkaiser seit 1407 (Despot seit 1403, Regent 1414–1416 und ab 1422); Despoten: Demetrios (1428–1460 in Morea, Usurpator 1442 und 1448, 1453–1454 gegen Manuel Kantakuzenos, bis 1466 auf Thasos) und Thomas (1428/1430–1460 in Morea, Exil bis 1465 in Italien; Nachfolger: Andreas, „Titularkaiser“ bis 1502), Đurađ (ab 1427/1429) und Lazar Branković (ab 1446, beide Serbien) |
|             | Konstantin XI.          | Kōnstantinos Dragasēs Palaiologos                       | 1448–1453         | gekrönt 1449 (Despot seit 1423, ab 1428 in Morea, Regent 1437–1440); Regentin: Helena Dragaš (bis 1449); osmanischer Nachfolger („Caesar“): Sultan Mehmed II. |
| Porträt     | Name                    | Vollständiger Name                                      | Regierungszeit    | Anmerkungen |